# Athelia acrospora
Athelia acrospora är en svampart som beskrevs av Jülich 1972. Athelia acrospora ingår i släktet Athelia och familjen Atheliaceae.  Arten är reproducerande i Sverige. Inga underarter finns listade i Catalogue of Life.

## Källor

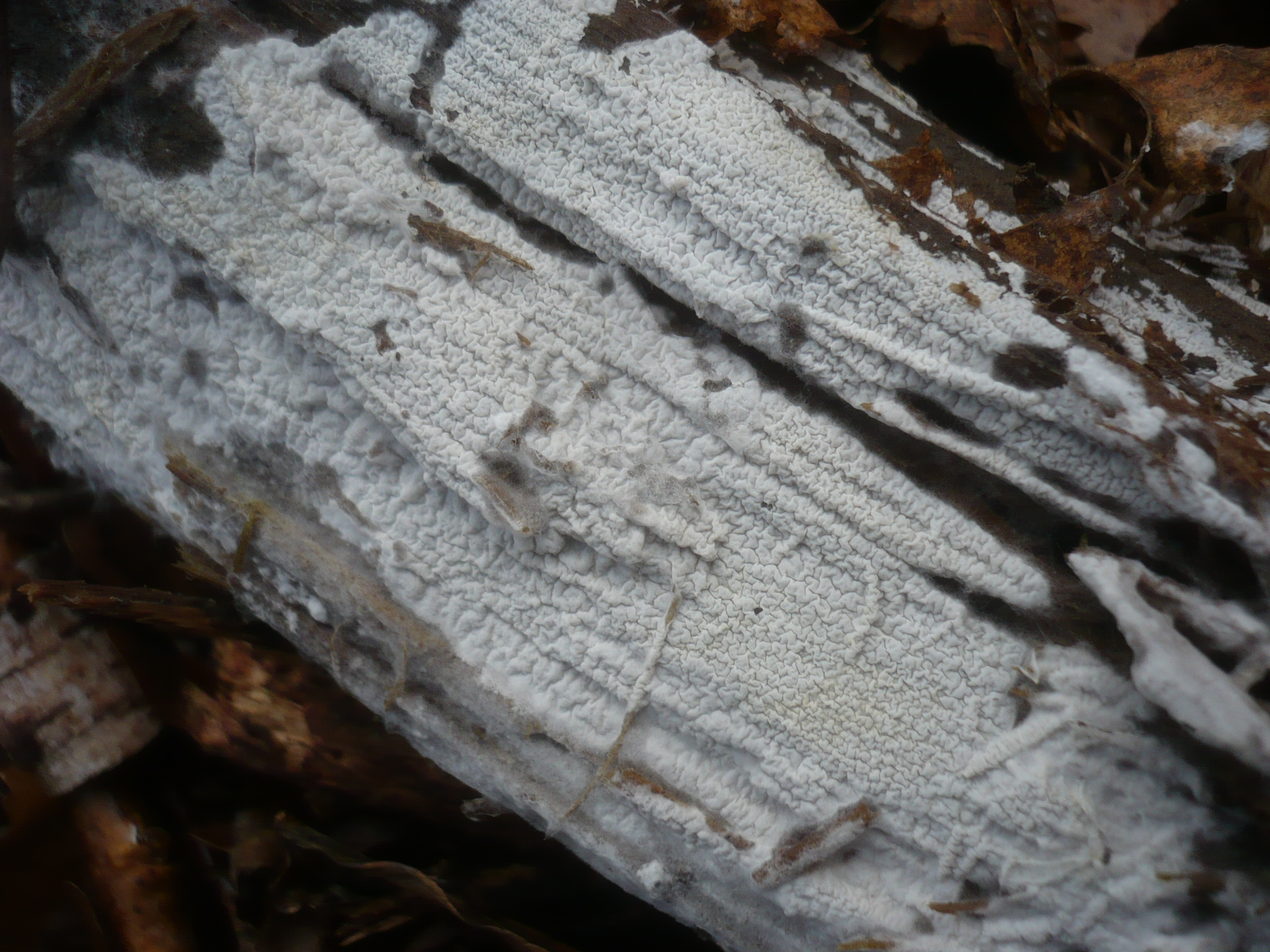